# Courant de Gibraltar

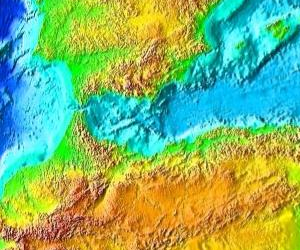
Géographie que parcourt le courant de Gibraltar.

Le détroit de Gibraltar séparant l'Espagne et le Maroc et qui est en communication avec la mer Méditerranée et l'océan Atlantique. Il y a deux courants contraires se manifestant dans celui-ci :
- le courant de surface : nommé courant entrant dans la Méditerranée (dont la vitesse est de 1,5 m/s)
- et le courant de profondeur (nommé courant sortant). Arrivées dans l'océan Atlantique, les eaux de la Méditerranée plongent le long des talus continentaux et s'étalent en planche jusqu'à plus de 1 000 mètres de profondeur avant de se mélanger aux eaux de l'Atlantique.

Le courant sortant profond qui s'écoule de la Méditerranée vers l'Atlantique avait été découvert en 1928 par Pierre Idrac, directeur de l'observatoire météorologique de Trappes à l'aide d'un enregistreur submersible conçu par lui.

Durant la 2° Guerre Mondiale, les commandants de U-Boote mirent à profit ce régime de courants particulier pour entrer furtivement en mer Méditerranée, en plongeant puis en se laissant dériver silencieusement, tous moteurs stoppés,  échappant ainsi aux systèmes de détection installés par la Royal Navy au niveau de la forteresse de Gibraltar. La route retour, en utilisant le courant profond, était par contre quasiment impraticable.